# Ernest i Célestine
Ernest i Célestine (originalment en francès: Ernest et Célestine) és una pel·lícula de comèdia dramàtica d'animació coproduïda internacionalment l'any 2012 dirigida per Stéphane Aubier, Vincent Patar i Benjamin Renner. La pel·lícula es basa en una sèrie de llibres infantils del mateix nom publicats per l'autora i il·lustradora belga Gabrielle Vincent. S'ha doblat al català oriental; també s'ha editat una versió en valencià per a À Punt.

## Repartiment
| Personatge                     | Doblatge original          | Doblatge en català  |
| ------------------------------ | -------------------------- | ------------------- |
| Ernest                         | Lambert Wilson             | Joan Carles Gustems |
| Celestine                      | Pauline Brunner            | Meritxell Ané       |
| Gris                           | Anne-Marie Loop            | Neus Sendra         |
| La rata dentista de la clínica | Dominique Collignon-Maurin | Carles Lladó        |
| Georges                        | Patrice Melennec           | Àlex Meseguer       |
| Lucienne                       | Brigitte Virtudes          | Anna Romano         |
| Léon                           | Léonard Louf               | Carles Lladó        |
| Jutge Os                       | Féodor Atkine              | Jordi Vila          |
| Jutge Rata                     | Pierre Baton               | Josep Maria Mas     |
| Cap Ós de la Policia           | Vincent Grass              | Pep Ribas           |
| Cap Rata de la Policia         | Patrice Dozier             | Pep Papell          |

## Recepció
La pel·lícula va rebre un gran reconeixement de la crítica i es va convertir en la primera pel·lícula d'animació a guanyar el premi Magritte a la millor pel·lícula. Va ser seleccionada per ser projectada a la secció de la Quinzena de Cineastes del Festival de Canes de 2012; també com a part del programa infantil del Festival Internacional de Cinema de Toronto de 2012 i al Festival Internacional de Cinema de Hong Kong de 2013. Va ser seleccionada per a la gran competició de l'edició de llargmetratges del Festival Mundial de Cinema d'Animació de Zagreb de 2013 i es va projectar com a pel·lícula d'obertura. Va ser nominada a la millor pel·lícula d'animació als 86ns Premis Oscar, però va perdre davant Frozen de Disney.